# Megaselia australiae
Megaselia australiae är en tvåvingeart som beskrevs av Rudolf Beyer 1960. Megaselia australiae ingår i släktet Megaselia och familjen puckelflugor. Inga underarter finns listade i Catalogue of Life.